# 2995 Taratuta
2995 Taratuta (1978 QK) là một tiểu hành tinh vành đai chính được phát hiện ngày 31 tháng 8 năm 1978 bởi N. Chernykh ở Nauchnyj.